# Paguristes triangulatus
Paguristes triangulatus är en kräftdjursart som beskrevs av Alphonse Milne-Edwards och Eugène Louis Bouvier 1893. Paguristes triangulatus ingår i släktet Paguristes och familjen Diogenidae. Inga underarter finns listade i Catalogue of Life.